# Oliver Koletzki
Oliver Koletzki (né le 5 octobre 1974 à Braunschweig), est un producteur et disc jockey allemand de musique électronique et house.

## Biographie
L'évolution musicale de Koletzki commence avec un C64 et ses propres beats de hip-hop. À l'âge de 18 ans, il commence à mixer dans sa ville natale de Braunschweig, et devient un DJ de la scène locale. En 2000, il décide de déménager à Berlin pour se consacrer professionnellement à la musique. Il passe son baccalauréat au Berlin-Kolleg, en s'orientant vers la musique. Du hip-hop, il se tourne alors vers la house et la techno. En 2004, il commence des études de musicologie, qu'il abandonne toutefois au bout d'un an.
En 2005, Koletzki perce avec le morceau Der Mückenschwarm, qui sort sur le label Cocoon Recordings. De nombreux DJ (dont Sven Väth) jouent le morceau et l'inscrivent dans leur hit-parade.
En septembre 2005, Koletzki fonde son propre label Stil vor Talent, conçu à l'origine comme plateforme pour ses propres productions, mais avec lequel il promeut également de jeunes talents comme Sascha Braemer, H.O.S.H. et David August. Koletzki y sort son premier album Get Wasted en 2007. Au total, il sort plus de 70 publications, dont les albums Großstadtmärchen (2009), Lovestoned (2010) et Großstadtmärchen 2 (2012). Depuis 2009, il se produit également avec son groupe de cinq musiciens, The Koletzkis. En 2012, il fonde le deuxième label Light My Fire, une empreinte dance axée sur la sortie d'EP. Le 16 mai 2014, le cinquième album de Koletzki, I am O.K., sort dans les bacs chez Universal Music.

## Discographie

### Albums studio
- 2007 : Get Wasted (Stil vor Talent)
- 2009 : Großstadtmärchen (Stil vor Talent)
- 2010 : Lovestoned (Oliver Koletzki et Fran ; Stil vor Talent) (87e place des charts allemands[4])
- 2012 : Großstadtmärchen 2 (Stil vor Talent) (19e place des charts allemands, 82e des charts suisses[4])
- 2014 : I am O.K. (Universal Music Group) (25e place des charts allemands, 53e en Autriche, 25e en Suisse[4])
- 2017 : The Arc of Tension (Stil vor Talent) (86e place des charts allemands, 94e en Suisse[4])
- 2018 : Noordhoek (Oliver Koletzki, Niko Schwind) (Stil vor Talent)
- 2019 : Fire In The Jungle (Stil vor Talent)
- 2021 : Made of Wood (Stil vor Talent)
- 2023 : Trip to Sanity (Stil vor Talent)

### Singles et EP
- 2005 : Blackout (Stil vor Talent)
- 2005 : Der Mückenschwarm (Cocoon Recordings)
- 2006 : Da bleibt er ganz cool (Kling Klong)
- 2006 : Eferding Berlin (Flash Recordings), avec Florian Meindl
- 2006 : Follow Up (Stil vor Talent)
- 2006 : Granulum / Nimbus (Kickboxer), avec Martin Eyerer
- 2006 : Yes I Can Fly (2Yesionova Recordings)
- 2007 : Don't Forget to Go Home (Stil vor Talent)
- 2007 : Kolibri (Flash Recordings), avec Florian Meindl
- 2007 : Music from the Heart (Hell Yeah Recordings)
- 2007 : Pulse Your Hands (Stil vor Talent), avec Martin Eyerer
- 2009 : Hypnotized (Stil vor Talent), avec Fran
- 2010 : Arrow and Bow  (Stil vor Talent), avec Fran
- 2010 : Echoes  (Stil vor Talent)
- 2015 : Iyéwayé (Stil vor Talent)

### CD mix
- 2006 : The Process (Resopal Schallware)
- 2006 : Clubload (Polystar Records)
- 2007 :  Cocorico Session 01 (Mantra Vibes)
- 2013 : Schneeweiß (Stil vor Talent)
- 2013 : Schneeweiß II (Stil vor Talent)
- 2014 : Schneeweiß III (Stil vor Talent)

### Remixes notables
- 2014 : Jennifer Rostock – Schlaflos